# II. Fülöp Ágost francia király

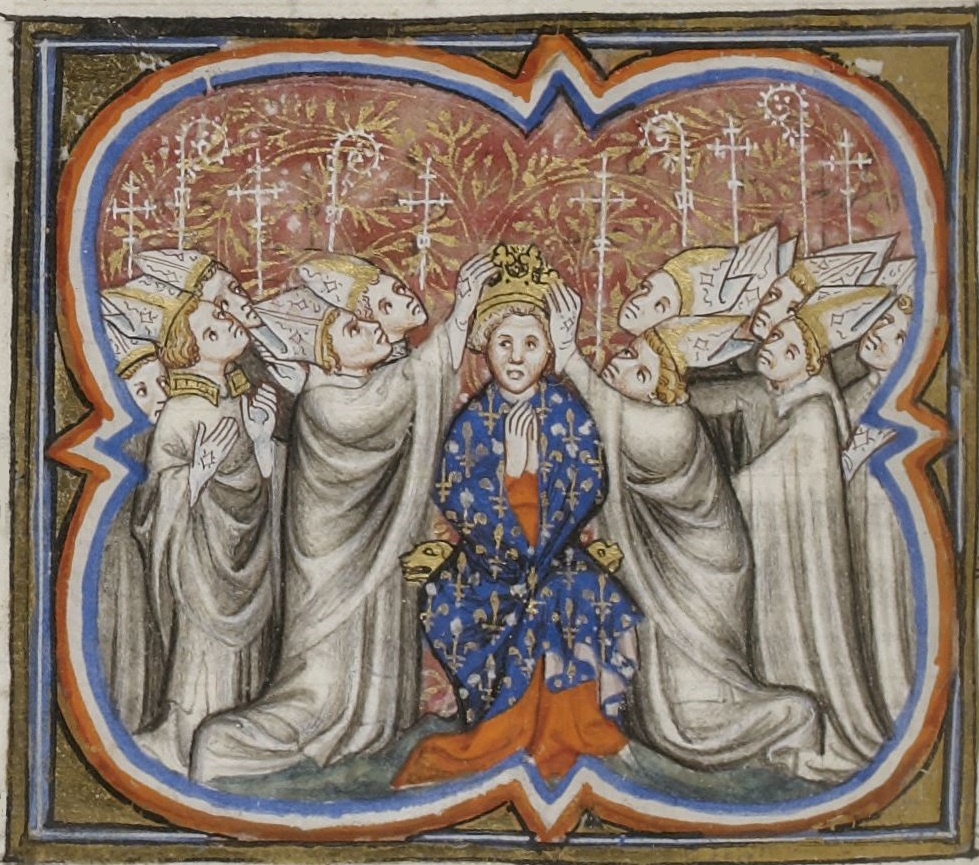
Fülöp Ágost koronázása (14. századi ábrázolás)

A köztudatban Fülöp Ágostként (franciául Philippe Auguste) ismert II. Fülöp (Gonesse, 1165. augusztus 21. – Mantes-la-Jolie, 1223. július 14.) a középkori Franciaország egyik legjelentősebb királya (uralkodott 1180. szeptember 18-ától haláláig), VII. (Ifjú) Lajos és Champagne-i Adél gyermeke és VIII. (Oroszlán) Lajos édesapja volt. Számos jelentős területtel gyarapította a királyi birtokot, így nagy szerepe volt a Francia Királyság egységének kialakításában.
A császári hangulatú augustus jelzőt, amelyet később többen neveként értelmeztek, 1185-ben, Artois, Valois, Amiens és Vermandois koronához csatolásakor kapta meg krónikásaitól, ő maga pedig az 1214-es bouvines-i diadal után vette fel hivatalosan is.

## „Philippe Dieudonné”
Fülöp 1165-ös születése nagy esemény volt, hiszen apja már harminc éve hiába próbált örököst nemzeni. Számos lánya mellé csak harmadik felesége, Champagne-i Adél hozta világra a nagy öröm okán Istenadtának (Dieudonné) nevezett herceget. Amint tizennégy évesen nagykorúvá vált, betegeskedő apja társkirállyá tette, bár a koronázás a trónörökös vadászaton szerzett betegsége miatt november 1-jéig eltolódott. A helyzet olyan súlyos volt, hogy az aggódó VII. Lajos jobbnak látta elzarándokolni a nemrég szentté avatott Becket Tamás canterburyi sírjához, hogy imádkozzon fia életben maradásáért.
Fülöpöt végül anyai nagybátyja, Fehérkezű Guillaume (Vilmos) reimsi érsek kente fel székvárosában. Amikor Lajos 1180-ban meghalt, az egész kormányzás a tizenöt éves Fülöp vállára szakadt. Ő még apja életében, április 28-án, Bapaume városában feleségül vette Hainaut-i Izabellát, akinek hozományából megszerezte Artois-t. A trónörökös júniusban aláírta a gisors-i szerződést II. Henrik angol királlyal. E két tette jelentősen megerősítette pozícióját a központi hatalom gyengítésében érdekelt főúri házakkal (elsősorban Flandria és Champagne grófjaival) szemben.

## Háborúk, hódítások, külpolitika

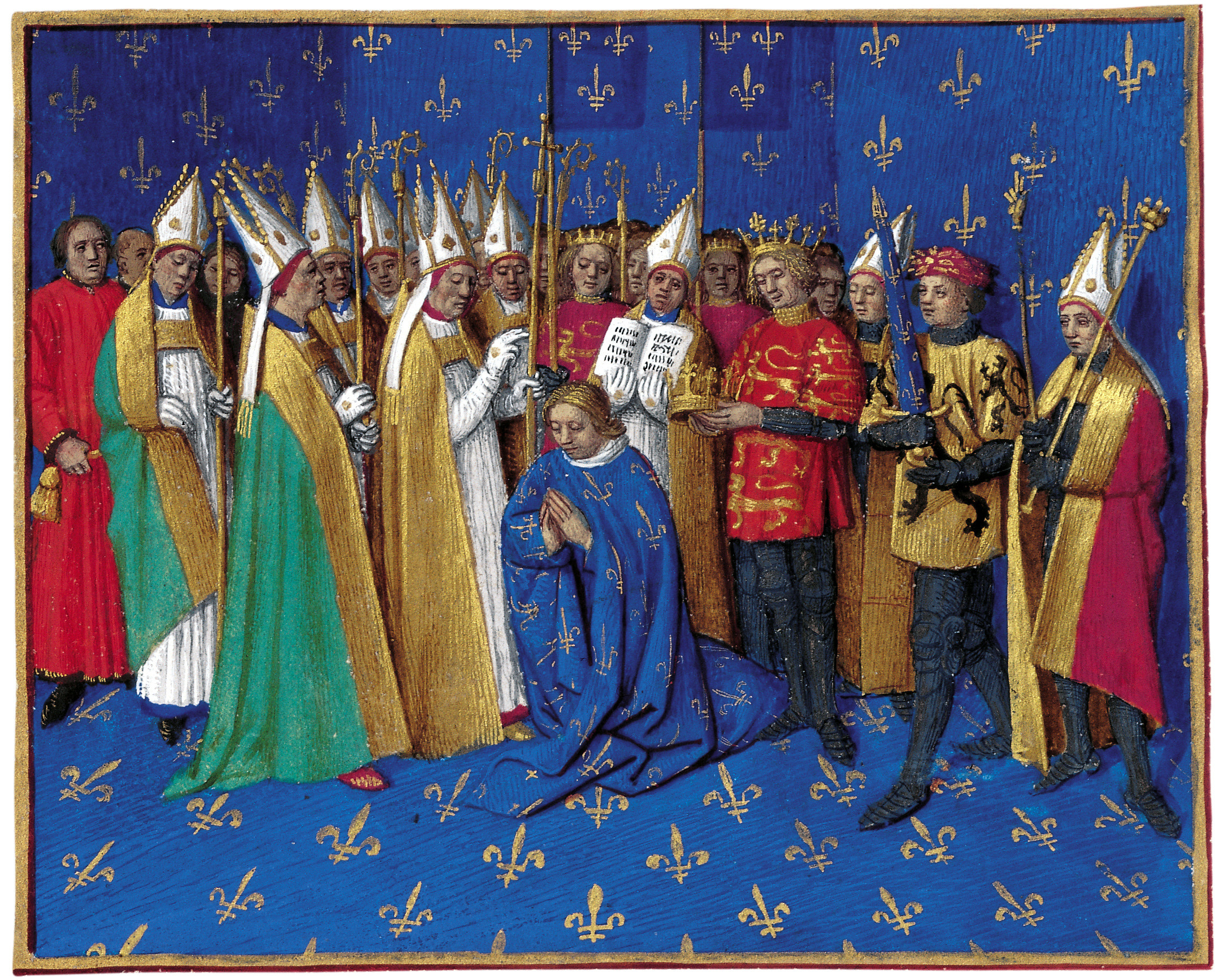
Fülöp Ágost koronázása (Jean Fouquet 15. századi ábrázolása a Grandes Chroniques de France-ban)

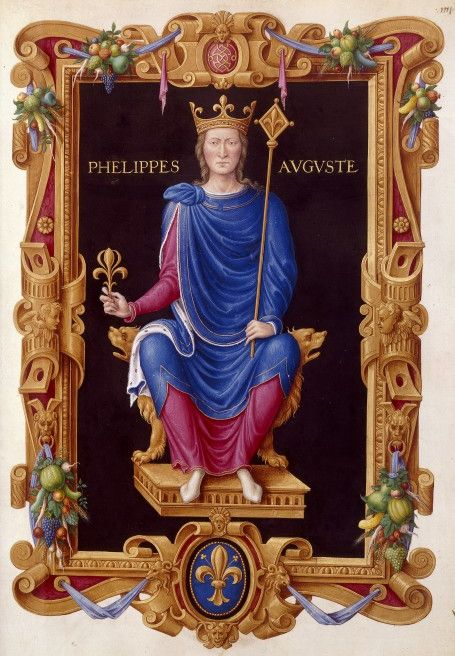
II.Fülöp Ágost francia király, mint már megkoronázottan trónon ülő uralkodó

### Kezdeti harcok
A főurak 1181-től kezdve jelentettek problémát. Elzászi Fülöp, Flandria grófja ambícióit úgy sikerült megtörnie, hogy szétzilálta szövetségét Köln érsekével és a brabanti herceggel. Ennek eredményeképpen 1185 júliusában a boves-i szerződés megerősítette Fülöpöt Artois, Vermandois és Amiénois birtokában. Ebből az alkalomból nyerte el az Augustus melléknevet.
Súlyos gondot okozott az Angol Királyság trónját birtokló Plantagenêtek franciaországi birtokkomplexuma, amely északon Anjout, Bretagne-t, Normandiát és Vexint, délen pedig egész Aquitaniát is magába foglalta. 1186–1188 között hasztalan zajlottak a harcok, melyek során a francia uralkodó hajlott rá, hogy II. Henrikkel szemben támogassa trónkövetelő fiait, Richárd és János hercegeket. A viaskodásnak az vetett véget, hogy VIII. Gergely pápa keresztes háborút hirdetett annak hatására, hogy az ajjúbida Szaladin, Egyiptom és Szíria nagy részének ura 1187-ben elfoglalta Jeruzsálemet.
1188-ban a gisors-i fegyverszüneti tárgyalásokon Józsiás türoszi érsek felszólította a két királyt a Szentföld megsegítésére, amit meg is ígértek. Mindhiába: bár mindketten különadót vetettek ki a sereg kiállítására, 1188 nyarán ismét kitört köztük a háború, miután az angol király összecsapott a francia vazallus toulouse-i gróffal, Fülöp pedig lerohanta Berryt. A Rómából érkezett több pápai legátus hiába próbálkozott a felek megbékítésével. 1189 elején Richárd herceg ismét fellázadt a francia király támogatásával, július 3-án pedig a francia sereg elragadta az erős Tours-t. Henrik másnap fegyverszünetre kényszerült, majd július 6-án meg is halt. Utódja, Richárd és Fülöp gyorsan békét kötött, és megkezdték a keresztes had szervezését.

### A harmadik keresztes hadjárat
Az 1190-ben induló harmadik keresztes hadjárat vezérei kétségkívül előkelőbbek voltak minden addiginál és azután következőnél: az angolokat az immár koronás Richárd, a franciákat Fülöp, a német hadakat pedig maga Barbarossa Frigyes német-római császár vezette a Szentföld felé. A szárazföldön menetelő császári erőkkel ellentétben a francia és angol lovagseregek a Földközi-tengert átszelve kívántak Palesztina földjére érni. Hainaut-i Izabella királyné halála miatt némi késéssel, csak július 4-én találkozott a két király Vézelayban, ahonnan együtt, de nem azonos úton indultak útnak: Richárd Marseille-ből hajózott ki augusztus végén, ahol előbb bevárta az Atlanti-óceánról érkező angol flottát, Fülöp pedig Genovából. Az addigra elhunyt II. Vilmos szicíliai király javaslatára az őszi-téli viharok elől mindkét had Szicíliában, Messina városában keresett menedéket.
A szicíliai veszteglés során a két király viszonyát több feszültség terhelte, mivel az Oroszlánszívű Fülöp ellenében lepaktált Tankréd királlyal, ráadásul ekkor bontotta fel eljegyzését Fülöp féltestvérével, Alix-szal (akiről egyébként azt rebesgették, hogy apja, II. Henrik szeretője volt). A francia uralkodó igyekezett kibékülni Richárddal és Tankréddal, de amint lehetett, távozott a szigetről: 1191. március 30-án hajózott ki, és miután Türoszban fogadta Montferrati Konrád, április 20-án megérkezett Akko alá, amit ostromolni kezdett – igaz, csak ostromgépekkel, mivel embereit kímélni akarta az angolok megérkezéséig. Richárd csak egy rodoszi és ciprusi kitérőt követően, június 8-án csatlakozott az ostromlókhoz, akiknek már nagy szükségük volt az erősítésre és az energikus vezérre. Szaladin többször megtámadta a keresztesek táborát, de megverni nem tudta őket, csak Akkó elestét halasztotta el.
Végül a hónapok óta húzódó harcokban kimerült védők, miután visszaverték a francia és angol sereg támadásait, július 12-én kapituláltak. A visszafoglalt városban hatalmi villongások kezdődtek a német sereget vezető Ausztriai Lipót és Richárd között, amelyek végeztével Lipót dühösen távozott, a városban maradt hívei pedig a francia király oldalára álltak. Fülöp azonban elunta a betegeskedést, illetve Richárd ciprusi hódítása és a flandriai örökség kapcsán is nézeteltérésbe keveredett az angol uralkodóval, akiről még azt is feltételezte, hogy összeesküvést sző ellene. (Az ellentétnek érzelmi oka is lehetett: míg Fülöp nem túlzottan erős testalkatú, borzas hajú, ráadásul fél szemére vak volt, az angol király kifejezetten daliás és jóképű, amellett hősies és népszerű volt.) Richárd hiába marasztalta: miután megígérte, hogy távollétében nem háborgatja annak birtokait, a francia király július 31-én Türoszba utazott, majd augusztus 3-án hajóra szállt. A francia sereg egy része III. Hugó burgundi herceggel az élén a Szentföldön maradt. Fülöp útközben Rómában is megállt, hogy pápai jóváhagyást kérjen a visszatéréshez, amit meg is kapott. 1191. december 27-én ért vissza Párizsba.

### A flandriai örökség
Fülöp sietős hazatérésének egyik közvetlen oka az volt, hogy 1191. június 1-jén Akkó falai alatt meghalt Elzászi Fülöp, Flandria grófja. A gazdag tartománynak nem volt örököse, így birtoklásáért hárman is felléptek: Éléonore de Vermandois, a gróf sógornője, illetve V. Balduin hainaut-i gróf, a gróf sógora, végül pedig maga Fülöp Ágost, az elhunyt unokahúgának férje. 1192-ben végül úgy állapodtak meg a felek, hogy Balduin 5000 márka kifizetése ellenében megkaphatja Flandriát (itt VIII. Balduin néven szerepel), Éléonore pedig haláláig visszakapja Valois-t és Vermandois-t azzal a kitétellel, hogy majd visszaszállnak a koronára. A király a korábban hozományként birtokolt, majd felesége 1190-es halálával elvesztett Artois-val és Péronne-nal lett gazdagabb – igaz, fia, Lajos nevében.
1195-ben meghalt VIII. Balduin gróf, a fia, IX. Balduin pedig – miután egy ypres-i győzelmét követően a péronne-i szerződésben Artois egy részét visszaszerezte a királytól – részt vett az 1200-ban indult IV. keresztes hadjáratban, melynek végén őt kiáltották ki az első latin császárnak. 1205-ben a bolgárok fogságába esett és meghalt. Fivére, a Balduin császár grófságaiban régenskedő Fülöp, Namur grófja tanácsadói véleménye ellenére behódolt a királynak, aki úgy erősítette meg ellenőrzését hűbéresei felett, hogy Balduin egyetlen gyermekét, Johannát 1211-ben Portugál Ferdinánd Flandria grófjához adta feleségül, aki viszonzásképpen átadta neki Saint-Omer és Aire-sur-la-Lys városát.

### Harc Richárd és János ellen

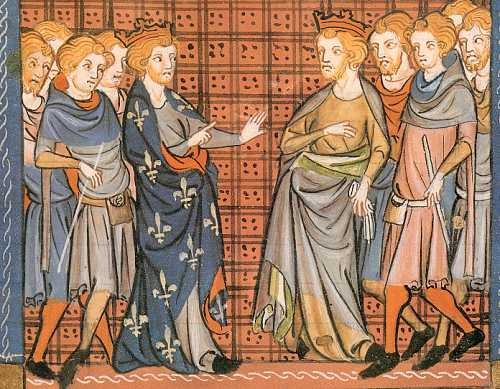
Fülöp és Richárd Messina városában (Les Grandes Chroniques de France, 15. század)

Míg a keresztes háborúból hazatérő Richárd ellenfele, VI. Henrik német-római császár rabságában sínylődött (1193–1194), Fülöp nem habozott kihasználni az alkalmat hatalmának aláásására. Szövetkezett az öccsével, a később Földnélkülinek nevezett Jánossal, aki az angol korona reményében hűséget esküdött neki, és pártfogója egy támadását követően 1194-ben átadta neki Normandia keleti részét (Rouen kivételével), illetve Le Vaudreuil-t, Verneuil-t és Évreux-t. Az 1194 márciusában szabadult Richárd amint tehette, visszavágott. 1196-ban szerzeményei nagy részét visszavette Fülöptől, majd az újra kialakuló harcokban 1197/1198-ban megszerezte Vexint. Bár az új keresztes hadjáratot tervezgető III. Ince pápa igyekezett tárgyalásra bírni a két királyt, a hadakozásnak az vetett véget, hogy az Oroszlánszívű Châlus ostrománál halálos sebet kapott 1199. március 5-én.
Richárd halála után két angliai trónkövetelő is fellépett: öccse, Földnélküli János, valamint unokaöccsük, I. Artúr bretagne-i herceg. Bár ez utóbbi csak 19 éves volt, a francia király támogatta fellépését. A fiatalember 1199-ben hűséget esküdött Fülöpnek, aki 1200. május 22-én megkötötte a goulet-i egyezményt Jánossal. Ezzel csak kisebb területi nyereségeket könyvelhetett el: ismét megszerezte Évreux-t, ezúttal Berryvel egyetemben, viszont lemondott Bretagne-ról. A szerződést a francia trónörökös, Oroszlán Lajos és János unokahúga, Kasztíliai Blanka esküvőjével pecsételték meg.

### A nagy hódítások
A harcok azonban csak rövid ideig szüneteltek. Fülöp továbbra is Artúr mellett állt ki, amellett kihasználta, hogy az aquitaniai herceg hűbéresei, a marche-i és angoulême-i grófi Lusignan-ház fellázadt János ellen, aki elkobozta birtokaikat. A lusignaniak erre legfőbb hűbérurukhoz, Fülöphöz fordultak, aki az angol királyt, aki aquitaniai hercegi minőségében hűbérese volt, bíróság elé idézte. Mivel az angol király nem jelent meg, 1202-ben minden vagyonát elkobozták, és megindultak a királyi hadak Normandia ellen, miközben Artúr Poitouban támadott. Az ifjú herceget Mirebeau ostrománál fogságba ejtették János hadai, és hamarosan meg is halt börtönében (feltehetően meggyilkolták).
Fülöp 1203 elején megerősítette korábbi döntését, és folytatta normandiai hadjáratait, melyek során bevette a terület híres-hírhedt várait: Le Vaudreuil-t, majd miután év végén ellenfele visszatért Angliába, 1204 tavaszán az Oroszlánszívű Richárd által építtetett Château-Gaillard-t. Ezt követően villámgyorsan sikerült megszerezni Normandia egészét: Falaise, Caen, Bayeux sorra adta meg magát. Rouen erősítés híján 1204. június 24-én nyitotta meg kapuit a francia uralkodó előtt, aki innen a Loire völgye felé indult. 1204 augusztusában Poitiers, 1205-ben pedig Loches és Chinon is elesett. 1206. október 13-án kötötte meg a két fél a fegyverszünetet Thouars-ban.
1206 és 1212 között Fülöp konszolidálni igyekezett főségét a frissen megszerzett, hatalmas területek, valamint esetlegesen korábban elpártolt alattvalói felett. Bretagne-ban, Champagne-ban és Auvergne-ben elfogadták a Capetingek hatalmát, de Boulougne és Flandria grófjai nem. Renaud de Dammartin boulogne-i gróf, bár lányát, Mathilde-ot 1210-ben Fülöp egyik fiához, Philippe Hurepelhez adta, tárgyalt az angolokkal, és 1211-ben megszerezte magának a kelet-normandiai Mortaint. A királyi haderő 1212-ben csapott le rá, elfoglalva Mortaint, Aumale-t és Dammartint. A gróf Barba menekült.
1213-ban Anglia ellen készülve hatalmas flottát vont össze a La Manche-on. A tervezett invázió előtt azonban le akarta törni a flamand ellenállást, ezért a hajókat Bruges Damme-nak nevezett tengeri kikötőjében és annak környékén vonta össze. William „Longsword” Longespée Földnélküli János tehetséges tengernagya felgyújtotta az őrizetlenül hagyott hajókat, ezért a partraszállás tervéről le kellett tennie.

### A német kérdés

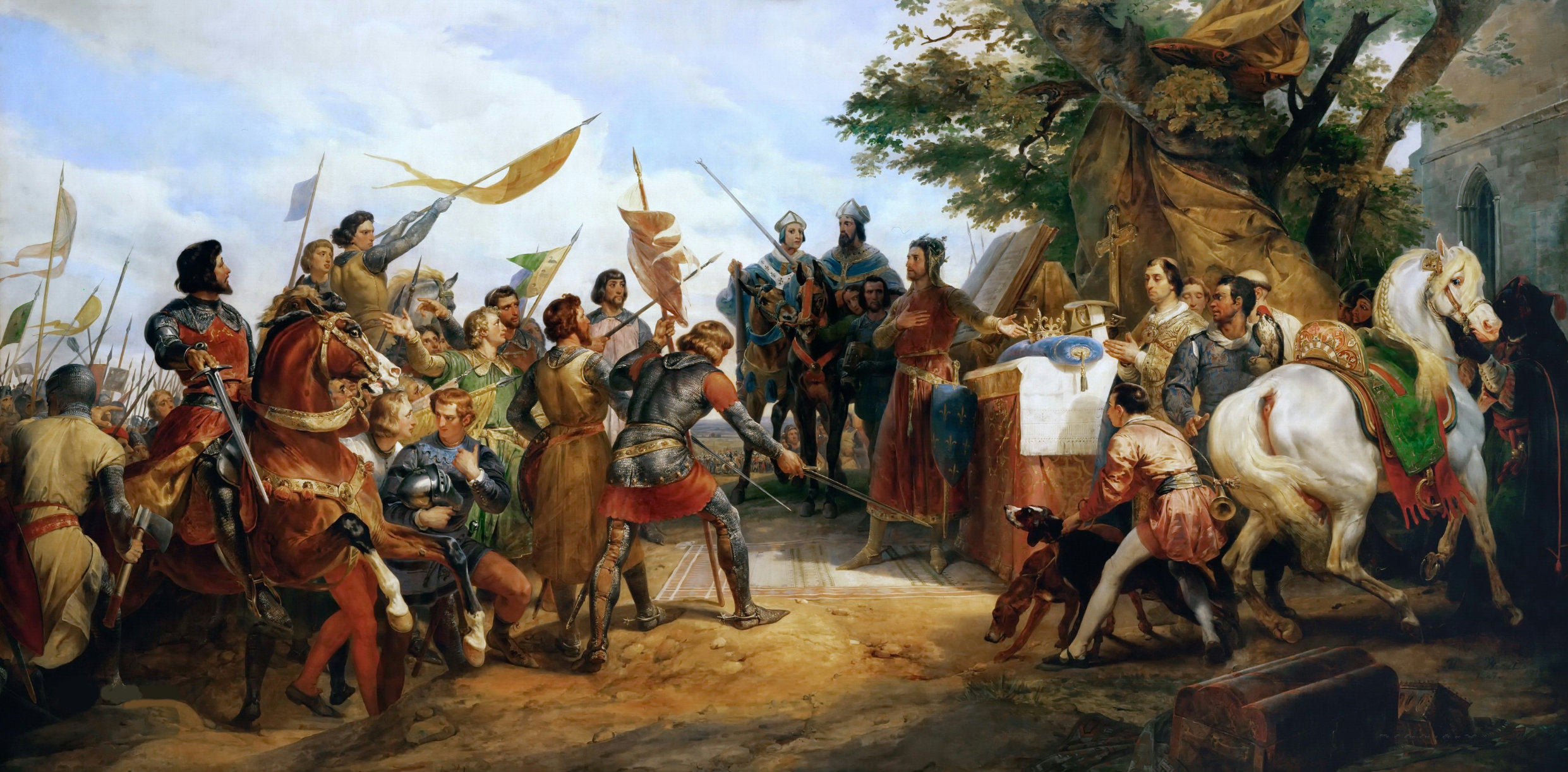
Horace Vernet (1789–1863): A bouvines-i csata

1197-ben meghalt Fülöp szövetségese, a Stauf VI. Henrik. Két jelölt volt a német trónra: a franciák támogatását élvező Sváb Fülöp, Henrik fivére, valamint a III. Ince pápa és Földnélküli János által támogatott Bajor Ottó. 1205-ben Fülöpöt római királlyá koronázták, azonban riválisa 1208-ban meggyilkoltatta, így 1209-ben Ottót kenték fel császárrá. Mivel azonban erőteljes itáliai befolyásra kívánt szert tenni, Ince végül kihátrált mögüle, és 1210-ben kiátkozta. Fülöp időközben az elhunyt Henrik kiskorú fia, Frigyes mellett tette le a voksát, akit 1212-ben Mainzban királlyá koronáztak.
Az eset háborúhoz vezetett. Az addig rejtőzködő Renaud de Dammartin, Boulogne grófja először Frankfurtba ment, hogy támogatásáról biztosítsa Ottót, majd Angliába, ahol János megerősítette angliai birtokaiban. A francia király helyzetét nehezítette, hogy számos báró a déli vidékeken gyülekezett az albigensek elleni keresztes hadjáratra várakozva. Fülöp kénytelen volt ez utóbbit elhalasztani, és 1213 áprilisában Soissons-ban összegyűltek a hadai. Fiát Anglia földje ellen küldte, ő maga pedig a szárazföldön indult harcra, miután biztosította nagy hűbéreseinek hűségét. Egyedül I. Johanna flamand grófnő és férje, Portugál Ferdinánd pártolt el tőle, de Fülöp megtalálta ellensúlyuknak I. Henrik brabanti herceget. A pápa Fülöp ellenfelei mellett foglalt állást, mert félt attól, hogy II. Frigyes győzelme után egy kézben egyesítené a Szicíliai Királyságot a Birodalommal, és ezzel bekerítené a Pápai államot.
Miután Damme mellett 1213 tavaszán a francia flottát elpusztították az angolok, Fülöp király és Lajos herceg az elpártolt Flandriát és Boulogne-t dúlta. 1214 februárjában Földnélküli János La Rochelle-ben partra szállva hátba támadta a franciákat. A meglepetés kiválóan működött: Limousin és Poitou számos bárója az angol uralkodó mellé állt, aki így elfoglalta a Loire völgyét és Angers-t. Fülöp a trónörököst indította meg ellene, mire János La Roche-aux-Moines ostromát félbehagyva jóformán harc nélkül menekült el Franciaországból július 2-án, szövetségesei pedig szétszéledtek.
Északon tovább folytak a hadműveletek. Július 27-én, egy vasárnapi napon a francia seregek Bouvines-nél át kívántak kelni a Marque hídján, mire a kötelező vasárnapi fegyvernyugvást figyelmen kívül hagyva Ottó lecsapott. A meglepetés azonban nem volt elég nagy, mivel Fülöp erői még az összecsapás előtt rendezték soraikat, és hosszú harc után a bouvines-i csatában megfutamították Ottót. Flandria és Boulogne grófja is fogságba esett. A franciák győzelme teljes volt, az ellenséges koalíció felbomlott. Fülöp ekkor hivatalosan is felvette az Augustus címet.

### A trónörökös Angliában

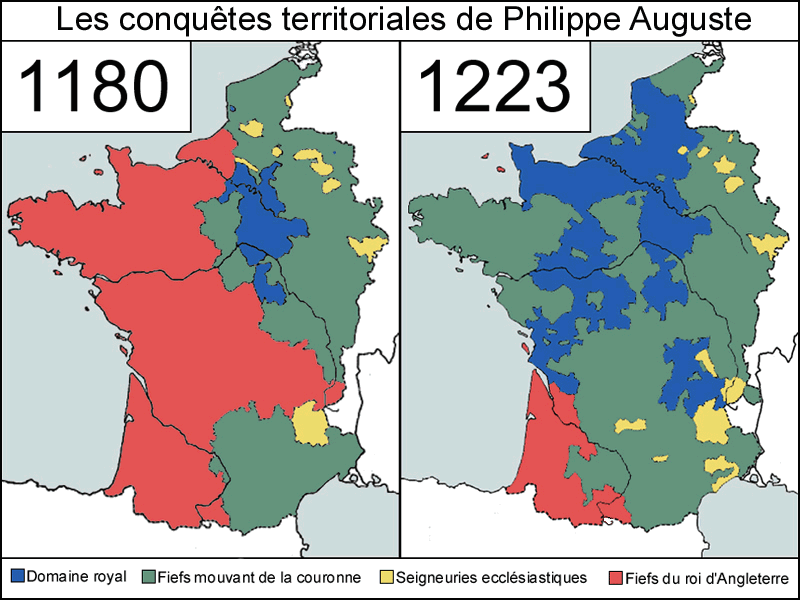
Fülöp Ágost hódításai (vörös: angol hűbérbirtokok, kék: „domaine royale”, zöld: francia hűbérbirtokok, sárga: egyházi birtokok)

Az 1214. szeptember 18-án kötött chinoni fegyverszünet öt évre garantálta a békét az angolokkal, akik átadták Loire-tól északra fekvő birtokaikat, köztük Berryt és Touraine-t. Ezekkel együtt Anjout és Maine-t egyaránt a királyság immár harmadát kitevő domaine royale olvasztotta magába. A valóban Földnélkülivé vált János hazatért Angliába.
Fülöp számára ez azonban nem bizonyult elegendőnek. Hivatalosan Oroszlánszívű Richárd elárulását és Artúr meggyilkolását megbosszulandó, valamint menye, Kasztíliai Blanka erősen vitatható genealógiai kapcsolataira hivatkozva 1200 francia lovag élén a trónörökös, Lajos 1216 májusában átkelt Angliába, hogy magának szerezze meg a trónt. Számos angol felkelő és több püspök is csatlakozott hozzá, ő pedig gyorsan elfoglalta Londont. A fontosabb városok közül csak Windsor, Lincoln és Dover állt ellen.
III. Ince pápa azonban elítélte Lajos akcióját, és kiközösítette a herceget. Így tett utóda, III. Honoriusz is, aki az elhunyt János sebtében megkoronázott fia, III. Henrik mellett állt ki. Idővel Lajos helyi támogatóinak lelkesedése lanyhult, és a gyengülő helyzetű Oroszlán Lajos 1217 elején hazatért, júniusban tárgyalásokba kezdett, szeptemberben pedig megköttetett a béke, melynek értelmében az excommunicatio alól is feloldották. Fiának expedíciója hivatalosan nem a király vállalkozása volt, hanem Lajos magántermészetű kalandja — de nem lett volna rá módja, ha Fülöp nem járul hozzá.

### Az albigensek elleni háború
A francia délen a 12. század során terjedt el az Albi városáról nevezett albigens eretnekség, amelyet a toulouse-i grófok is támogattak. Az első missziót 1203–1204-ben indították Pierre de Castelnau és Arnaud Amaury pápai legátusok, ám nem sok sikerrel. A pápa hiába győzködte Fülöpöt a határozott fellépésre, amíg északi harcaival volt elfoglalva. Castelnau-t azonban 1208-ban meggyilkolták, ekkor az egyházfő keresztes háborút hirdetett. Az ún. albigens keresztes hadjárat így 1208-ban kezdődött, de sokkal inkább volt Simon de Monfort és VI. Rajmund toulouse-i gróf közti politikai harc, mintsem vallásháború. A toulouse-i gróf mellett foglalt állást hűbérura, II. Péter aragóniai király is, amíg Montfort le nem győzte és meg nem ölte 1213-ban Muret-nél. Az eset következménye az lett, hogy a Toulouse-i grófság végleg a Francia királyságé lett.
A La Roche-aux-Moines-nél vívott csata után 1214-ben a trónörökös csatlakozott Montfort-hoz, akinek megerősítette pozícióit. 1215-ben Montfort Toulouse grófja lett pápai beleegyezéssel, és hűséget esküdött Fülöpnek, ám maga Toulouse városa évekig állta az ostromot. 1218-ban a város falai alatt lelte halálát Simon gróf. A pápa a fiát, Amauryt látta volna szívesen a grófság élén, és felkérte Fülöp Ágostot, hogy indítson új hadjáratot délre. 1219 májusában az angliai kalandról hazatért Lajos ismét csatlakozott Amaury seregeihez, ám Marmande bevételén és lakóinak lemészárolásán kívül eredményt nem tudtak felmutatni. 1221-ben Bourges püspöke és X. Hugues de Lusignan, Angoulême és Marche grófja vezetett hadat Toulouse ellen, ám mindhiába. A terület pacifikálása Fülöp utódainak feladata maradt.

## Belpolitika

### Államigazgatási reformok
Fülöp már egészen fiatalon szerette volna közvetlenül ellenőrizni a feudális rendszert. Követendő példaként II. Henrik angol király 1176-os reformjai és az ugyanakkor történt flandriai átalakítások álltak előtte. Végül 1190-ben, mielőtt keresztes hadjáratra indult, rendelet-testamentumában maga is megújította azt a módot, ahogyan az ország ügyeit távollétében intézni kellett.
A bailli tisztviselő angol–normann berkekben régóta létező cím volt, de Franciaországban hivatalosan nem szabályozták helyzetét az államapparátusban, még ha alkalomadtán alkalmazták is. A rendszer a dokumentumok tanúsága szerint körülbelül tíz év alatt terjedt el az egész királyságban. Számuk egy tucat körül változott, igény szerint, és feladatuk alapvetően az egységes igazságszolgáltatás volt a drasztikusan megnőtt királyi birtokon. A baillik nem voltak helyhez kötve, hatalmukat így nem helyi birtokaik garantálták, hanem az, hogy címüket közvetlenül a királytól kapták. A központi adminisztráció igyekezett felügyelni a baillik munkáját, és évente háromszor be kellett számolniuk tevékenységükről a királynak. Mindennek fejében a korban szokásosnál jóval több fizetést kaptak (10 sou és 1 livre között). A bailli afféle feljebbviteli bíró volt, a mindennapi ügyeket segítőik, a prévôt-k felügyelték. Ez utóbbiak már helyhez kötve működtek, és ők készítették a helyi elszámolásokat.
II. Fülöp átalakította a sénéchal tisztségét is. Az eredetileg udvarnagyként működő örökös sénéchalok a 10–11. században megszerezték a hadsereg főparancsnokának rangját is, és ezzel jelentős hatalmat összpontosítottak kezükben. 1191-ben aztán V. Theobald, Blois grófja halála után a király megtiltotta a tisztség öröklését, és attól kezdve az újonnan meghódított területek (például Anjou, Maine, Poitou, Saintogne, Touraine) élére sénéchalokat nevezett ki. Ezek annyiban különböztek a bailliktól, hogy a király mindig a helybeli bárók közül választotta őket. Ezzel megjutalmazta a hozzá hű nemeseket, de egyúttal veszélyforrást is teremtett, hogy az ellenszegülni kívánó sénéchalok komoly bázisra számíthattak. A későbbiekben ezért a hatalom (elsősorban Normandiában) erőteljesen törekedett arra, hogy a sénéchalokat baillikkal váltsa föl.

### Békeévek

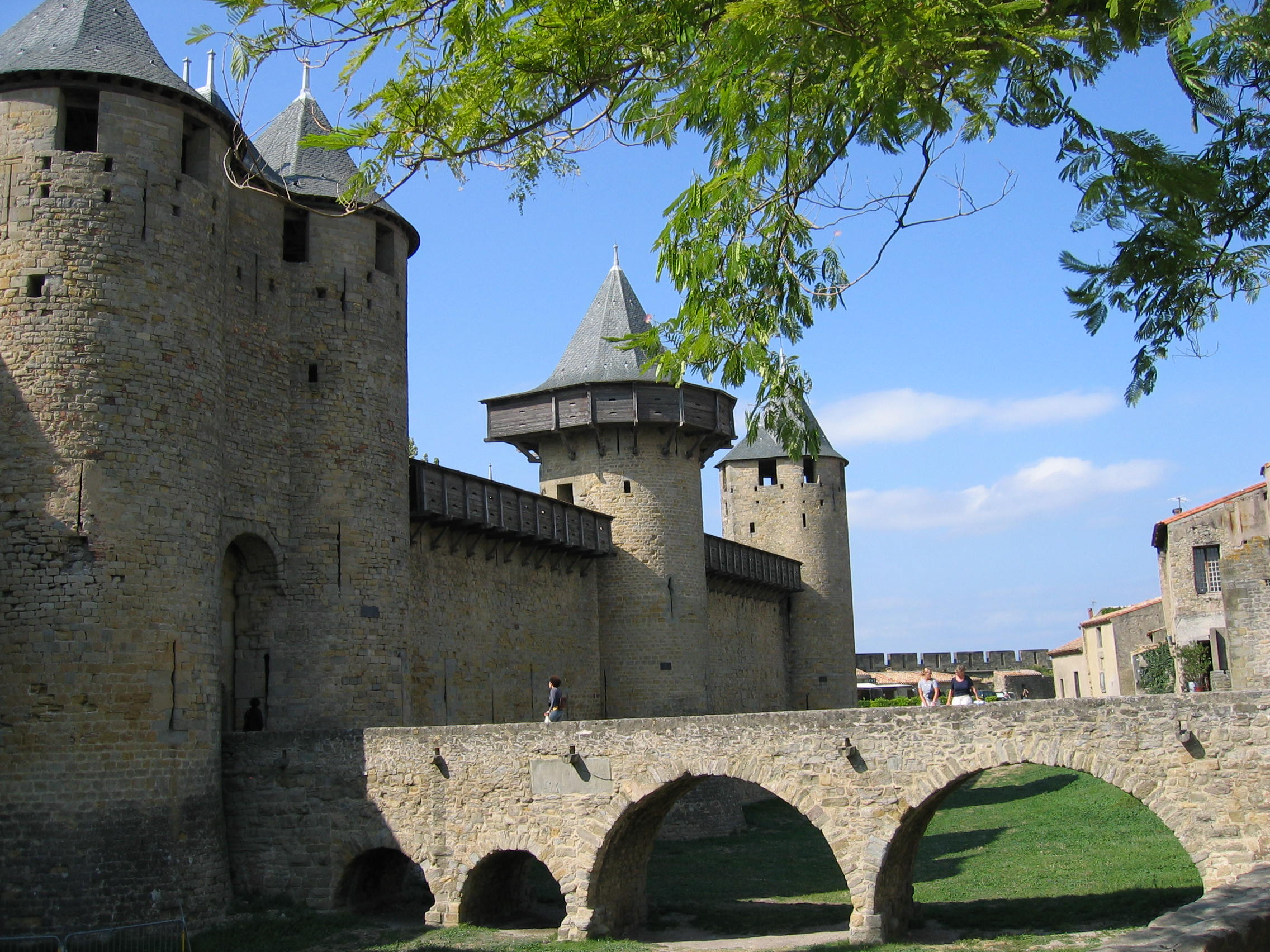
Carcassonne vára. A Trencavelek birtokát 1209-ben foglalta el maga számára Simon de Monfort. 1224-ben korábbi birtokosai visszaszerezték egy időre. Az aragóniai határt védő fontos erődöt többször bővítették.

Az 1215-ös chinoni fegyverszünet biztosította a Loire-tól északra eső területek békéjét, csak Anglia és a Midi területén zajlottak hadjáratok. Az eredetileg öt évre szóló szerződést 1220-ban meghosszabbították – immár a trónörökös, Lajos garanciájával. Mindazonáltal diplomáciai eszközökkel továbbra is sikerült növelni a királyi fennhatóság alá eső területeket: Champagne grófja, IV. Theobald örökösödése során a koronáé lett Issoudun, Bully, Alençon, Clermont-en-Beauvaisis és Ponthieu.
Amint a király 1222 szeptemberében készített végrendelete is mutatja, erre az időre a Francia Királyság a rendkívüli prosperitás éveit élte. Hatalmas jövedelmekkel, tele államkincstárral gazdálkodhatott. A király azonban csak rövid ideig élvezhette a hosszas harcokkal kivívott stabilitást. 1223-ban, bár már az előző év óta betegeskedett, Pacy-sur-Eure-ből orvosai tanácsa ellenére elindult, hogy Párizsban segédkezzen az újabb keresztes hadjáratokról szóló egyházi vitán. Az út fáradalmait azonban már nem viselte el a szervezete, és július 14-én Mantes-ban utolérte a halál.
Testét Párizsba szállították, és gyorsan megszervezték Saint-Denis-i temetését. A királyt, aki hosszú idő óta először ismét a királyi jogok teljességét birtokolta, az országnagyok jelenlétében helyezték örök nyugalomra. Angol mintára igen ünnepélyes szertartást végeztek közszemlére kitett holtteste felett.

### Gazdaság
Fülöp Ágost korára a számos háború ellenére a viszonylagos belső nyugalom jellemző (a heves harcoknak kitett Languedocot leszámítva). Nem voltak sem komolyabb járványok, sem éhínségek, ami a lakosságszám növekedéséhez és gazdagodásához vezetett – több korabeli prédikátor már kénytelen volt felszólalni az étkezés és öltözködés terén jelentkező luxus ellen. Megélénkült a kereskedelem is, amelynek kiszolgálására több hidat építettek (például a Rhône-on Avignonban és Lyonban). A korra a champagne-i vásár a tartomány tehetséges grófjainak támogatásával az európai gazdaság egyik motorjává vált, összekapcsolva az északi és déli, földközi-tengeri kereskedelmi hálózatokat. A városfejlődés szintén nagy lendületet kapott, számos új város jött létre, és a meglévők komoly terjeszkedésen mentek keresztül a 12. század utolsó évtizedeivel kezdődően, amit a király örömmel támogatott, kiváltságokat adományozva és megújítva. Ezzel elődei nyomdokain járt, hiszen a városok fejlesztése nem csak megnövekedett bevételekkel járt, hanem megvolt az a haszna, hogy a király általuk kiterjeszthette hatalmát egész országában önálló hűbéresei rovására.

### Párizs jótevője
Párizs városa rendkívül sokat köszönhetett Fülöp Ágost uralkodásának. Ugyan az udvar továbbra sem állapodott meg itt – Fülöp Ágost idejének kevesebb, mint harmadát töltötte itt –, de az uralkodó számára az Cité-szigeten levő hatalmas palotája vált a legfontosabb állomássá. A királyt épp ezért a korban többször emlegették Párizs királyaként. Az egyre növekvő lakosságú és egységesedő területű város ebben az időben tett szert különleges jelentőségre, és a királyi kormányzat jövőbeli megtelepedésének is ekkor jöttek létre a feltételei. Párizs korabeli fejlődését demográfiai becslések is alátámasztják, melyek szerint Fülöp Ágost tevékenységének (és a viszonylagos békének) hála a lakosság létszáma néhány év alatt megduplázódott: 1200-ra 25 000-ről kb. 50 000-re nőtt a párizsiak száma. Ezzel Konstantinápolyt és Itália egyes városait leszámítva Párizs Európa legnépesebb településévé vált. A 13. század közepére Párizs vált az ország legtöbb városa számára követendő modellé mind nyelvi, mind kulturális tekintetben; ráadásul a király egyre gyakoribb itt-tartózkodásával párhuzamosan egyre több főúr döntött úgy, hogy rezidenciát építtet a városban.
Párizs fejlődéséért Fülöp Ágost maga is sokat tett, fontosabb intézkedéseit az alábbiakban soroljuk fel:
- 1180 – Fülöp Les Champeaux piacát, mely a Saint-Lazare lepratelepe közelében, az északi külvárosokban feküdt, a városközpontba telepítette, a későbbi Les Halles helyére. 1183-ban két fedett épület is készült a kereskedelem biztosítására. (A király egyébként az alapvető élelmezési cikkek kereskedelmét is szabályozta.)
- 1185 – Megépült a Szent Katalinról elnevezett ispotály.
- 1186 – A király leköveztette Párizs főbb útjait, elsősorban a Saint-Denis és a Saint-Martin utakat.[15]
- 1187 – Az Aprószentekről elnevezett temetőt megtisztították, kiszárították és elegyengették, hogy városfalat építsenek a helyére.
- 1190 – Mielőtt elindult volna a keresztes háborúba, Fülöp megkezdte a Szajna jobb partján elterülő városrész körbefalazását.
- 1194 – Miután a Frétevalnál vívott csatában a királyi levéltár Oroszlánszívű Richárd zsákmányául esett, Fülöp elrendelte újjászervezését. Ettől kezdve minden egyes levéltári dokumentum egy másolata állandó jelleggel Párizsban maradt.
- 1200 – Egy királyi charta rendelkezett a párizsi egyetem megalapításáról, egyúttal jelentős szabadságot és biztonságot adott a párizsi tanároknak és diákoknak. Ekkortól indult meg a még elsősorban egyházjogi képzés. A privilégiumok a párizsi oktatás gyors fejlődéséhez vezettek.
- 1202 – Befejeződtek az ún. „új torony” építési munkálatai a város nyugati bejáratánál. Ez lett a későbbi Louvre alapja. Elkészült a Szentháromság kórház.
- 1209–1210 – Munkálatok zajlottak a Kis Châtelet-n, a bal parton (új folyosók, kapuk és ajtók, valamint egy háromszintes börtön megépítése).
- 1209–1212 – Elkészültek Párizs bal parti városfalai.

A Notre-Dame 1163-ban megkezdett munkálatai továbbra is jó ütemben folytak. 1182-ben készült el a kórus és a főoltár, melyet május 19-én szenteltek fel. Később a nyugati homlokzatot díszítették ki; az 1220-as években készült el a királyok galériája. A templom előtti teret is megnagyobbították. A korabeli gótikus művészet mintája azonban minden kétséget kizáróan az 1194-től kezdődően kevesebb, mint 25 év alatt felépített chartres-i katedrális volt, melynek építéséhez egyébként a Notre-Dame építkezésénél felszabadult gyámokat használtak: ennek nyomdokain kezdődött a reimsi (1211), az amiens-i (1220) és a beauvais-i (1225), illetve folytatódott a soissons-i és a roueni építkezés is.

## Fülöp krónikásai, az új ideológia
Bár Fülöp Ágost továbbra is csak a rex Francorum („a frankok királya”) megnevezést használta magára nézve – többek között a pecsétjén is –, fényes, országegyesítő diadalai előrevetítették az ebből kialakuló, „modern” Franciaország-idea kialakulását. Unokája, IX. Lajos már megnevezésében is rex Franciae („Franciaország királya”) volt.

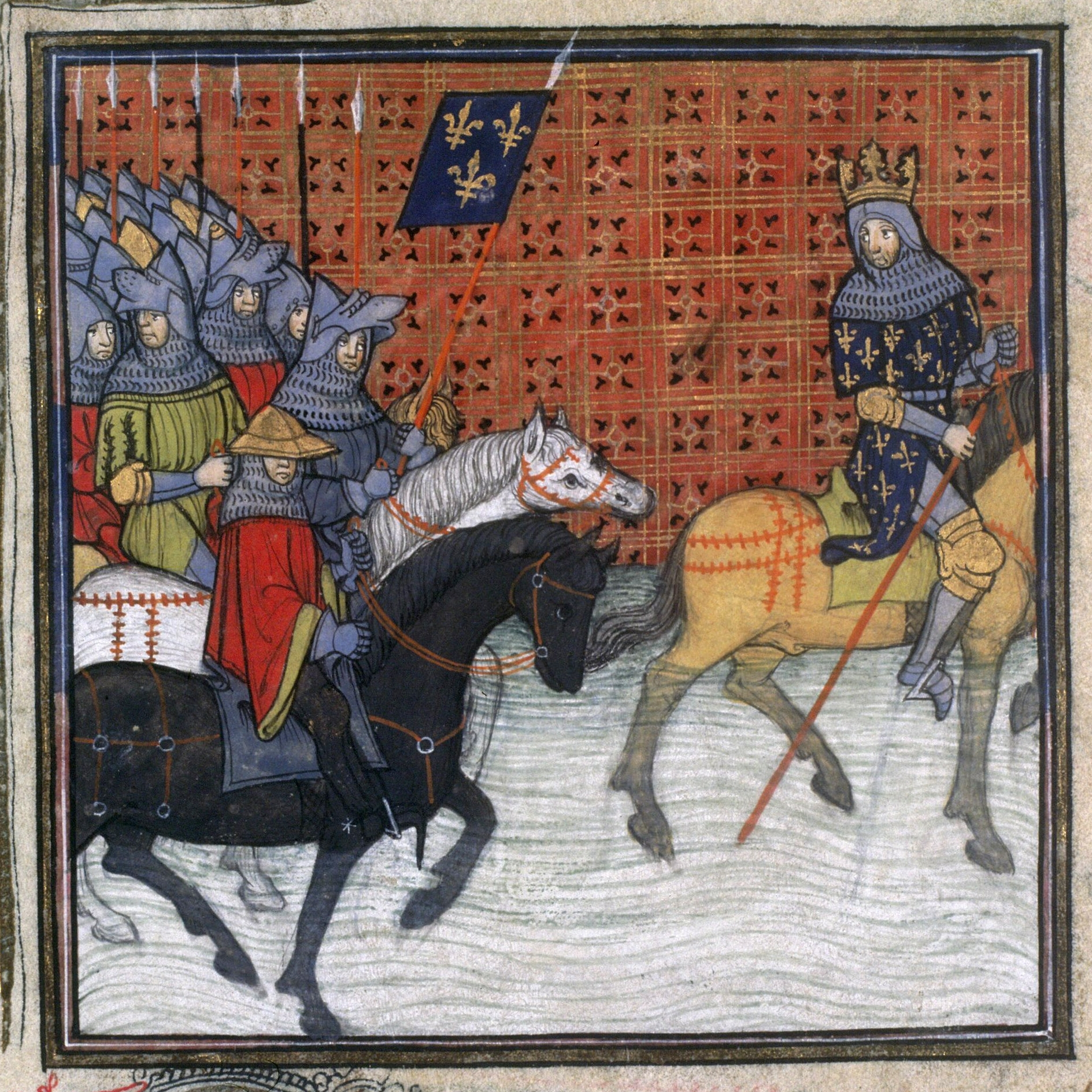
II. Fülöp átkel a Loire-on (15. századi ábrázolás a Grandes Chroniques de France-ban)

A király sikereinek több irodalmi alkotás is emléket állított. Rigord, egy Saint-Denis-i szerzetes 1186-ban kezdett egy latin nyelvű munkába, melynek írása 1208-ban fejeződött be. A Gesta Philippi Augusti egyedül a házasságával kapcsolatban (lásd lejjebb) kritikus Fülöppel szemben, összességében azonban egyértelműen királypárti a hangvétele. Jellemző, hogy maga Rigord adta először a római császárra utaló Augustus nevet Fülöp királynak, amit sajátságos magyarázattal az augeo (bővíteni, gazdagítani) igéből vezetett le, utalva az uralkodó hódításaira. Még Rigord minimális kritikáját is nélkülözi Fülöp udvari történetírójának, Guillaume le Bretonnak a munkája. A király őt bízta meg a Gesta átírásával és folytatásával, amit 1224-ig ki is bővített. A Rigord és Guillaume által készített gesztát később Primat de Saint-Denis fordította le franciára, majd a munkát beillesztette a Grandes Chroniques de France-ba.
Guillaume mester egy eposzszerű verses krónikát is alkotott Philippide címmel, melyben a bouvines-i csata kap kiemelt hangsúlyt a hős király tetteinek sorában. Gilles de Paris VIII. Lajos számára írt, Karolinus című költeménye – bár Nagy Károllyal foglalkozik – szintén fontos a korabeli királyi ideológia szempontjából: ebben ugyanis Fülöp és Lajos családját, a Capetingeket a frank császári-királyi Karolingok leszármazottainak tünteti fel, ezzel mintegy megerősítve uralmuk legitimitását és császári hatalomtól való függetlenségüket. II. Fülöp idejében az oriflamme-ot, a királyság 11. században szerzett jelképét is átértelmezték: az eredetileg Vexin hűbéruraságát jelző tárgyat szintén Nagy Károlyhoz kötötték.

## Családi ügyek

### A furcsa házasság
Hainaut-i Izabella 1190-es halálát követően a trónörökös Lajos betegeskedése miatt Fülöp jobbnak látta új feleség után nézni. Választottja teljesen váratlan módon egy dániai hercegnő, I. Valdemár dán király lánya, VI. Knut testvére, Dániai Ingeborg (franciásan Isambour) volt. Miután megállapodtak 10 000 márka hozomány kifizetésében, Ingeborg azonnal útnak indult.

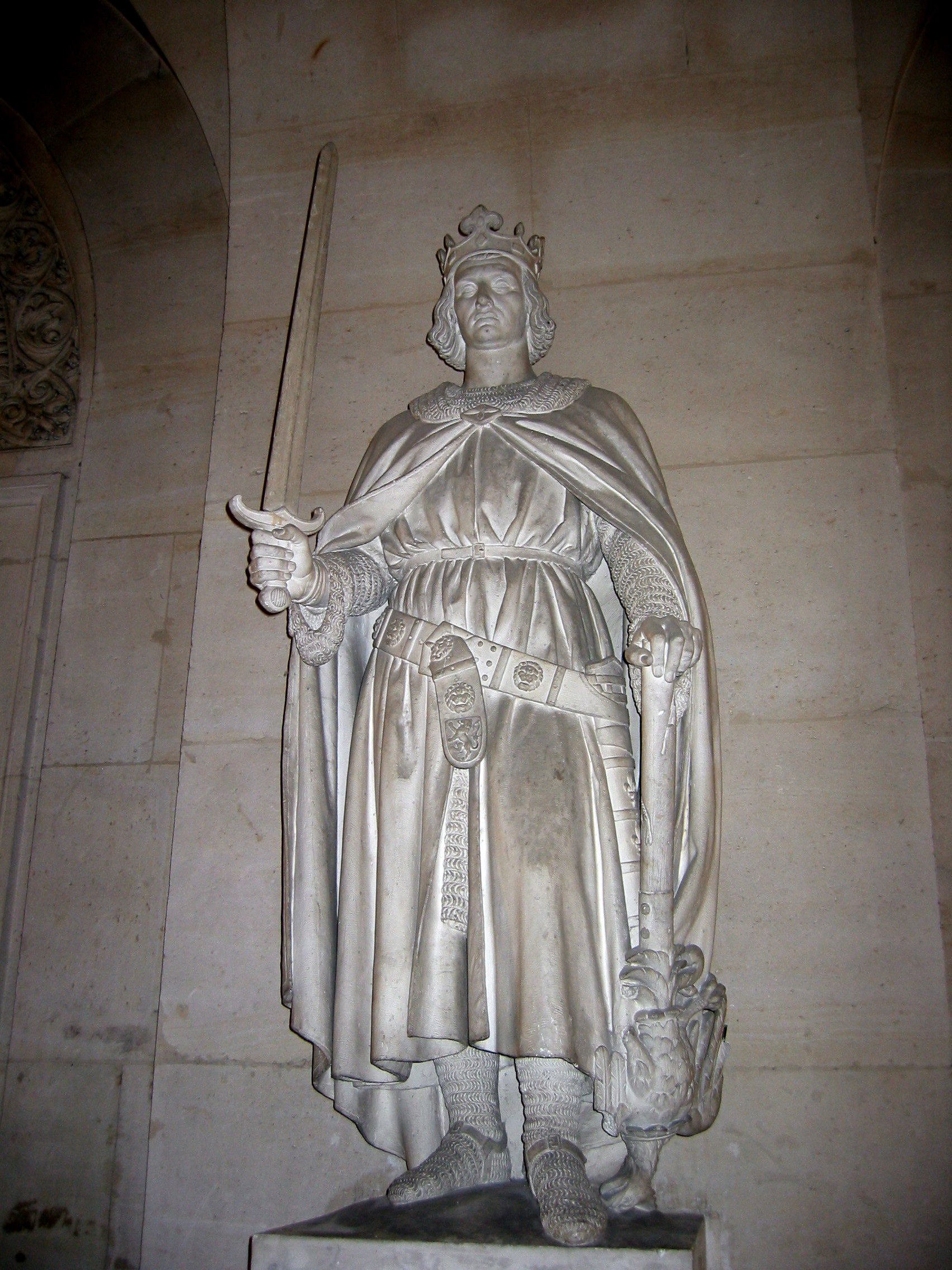
Fülöp Ágost szobra a versailles-i panteonban

Fülöp 1193. augusztus 14-én találkozott arájával, akit még aznap el is vett Amiens-ben, de rövidesen érthetetlen okból koronázás helyett, a krónikások által egybehangzóan szépségesnek nevezett Ingeborgot Saint-Maur-des-Fossés zárdájába (később egészségi állapotára való tekintettel Saint-Léger-en-Yvelines királyi kastélyába) záratta. Ettől a naptól fogva nem ismerte el a dán hercegnőt királynénak, és újraházasodási lehetőséget követelt, aminek érdekében igyekezett bebizonyítani, hogy Ingeborg túl közeli rokona. Egy francia egyházfőkből és bárókból összehívott gyűlés ezt ki is mondta az év őszén, mire a király 1196-ban feleségül vette Merániai Ágnes bajor hercegnőt, a magyar II. András sógornőjét.
1198-ban azonban új pápa került trónra Rómában: III. Ince nem volt hajlandó elnézni a bigámiát, ezért figyelmen kívül hagyott követeléseit követően 1200. január 13-án interdictumot mondott ki egész Franciaországra, ahol így hivatalosan minden egyházi jellegű tevékenység megszűnt. Fülöp erre kénytelen volt visszakozni, és hivatalosan feleségének ismerte el Ingeborgot, mire 1200 szeptemberében feloldották a tilalmat. A szerencsétlen királynét Étampes várába zárták, Merániai Ágnes pedig Fülöp mellett maradt egészen 1201-ben bekövetkezett haláláig, így az uralkodó végeredményben bigámiában élt továbbra is. Ingeborgot elismerte ugyan királynénak, de nem élt vele, és koronázása is elmaradt. A király 1205-ben ismét harcot indított a házasság megsemmisítéséért, ám 1212-re kénytelen volt végleg belátni, hogy a pápa ellenállását nem tudja megtörni. Ingeborg továbbra is királyné maradt, és az angliai hadjárat ürügyén 1213 januárjában Soissons városában kimondták a békülést. Ingeborg ezúttal szabad maradt, bár továbbra sem élt együtt férjével; minden bizonnyal hozományként szerzett orléans-i birtokán élte életét.

### Házasságok, utódok
- Hainaut-i Izabella, Artois grófnője (1170–1190, házasság 1180-ban), V. Balduin hainaut-i gróf leánya három fiúgyermekkel ajándékozta meg:
  - Lajos (1187–1226), később Franciaország királya;
  - Két ikerfiú (1190), háromnapos korukban meghaltak.[20]
- Dániai Ingeborg (1176–1238, házasság 1193-ban) a fentebb részletezett események következtében nem szülhetett gyermeket Fülöpnek.
- Merániai Ágnes (1176 k. – 1201, házasság 1196-ban), IV. Bertold meráni herceg leánya három gyermeket szült Fülöpnek, akiket III. Ince pápa elismert jogos örökösöknek, Fülöp bigámiája ellenére:
  - Franciaországi Mária (1198–1224), 1206-ban I. Fülöp namuri gróf (1175–1212) felesége lett. 1213-ban I. Henrik brabanti herceghez (1165 k. – 1235) ment feleségül.
  - Jean-Tristan (1200)
  - Philippe Hurepel (1201–1234), Clermont-en-Beauvaisis és Boulogne grófja. 1216-ban Mathilde de Dammartint (1202 k. – 1259) vette feleségül.
- Egy „bizonyos arras-i hölgytől” is született egy törvénytelen fia:
  - Pierre Charlot (1205–1249), Tours (vagy Noyon) püspöke.

## Szakirodalom
- Baldwin, John: Philippe Auguste et son gouvernement – Les fondations du pouvoir royal en France au Moyen Âge. Fayard, 1991. (Jacques Le Goff előszavával.)
- Duby, Georges: Le Dimanche de Bouvines. Gallimard, 1973. rééd. Folio Histoire
- Cartellieri, A.: Philipp II August, König von Frankreich. Leipzig, 1899-1900. rééd. Aalen, Scientia Verlag, 1984.
- Luchaire, A.: Philippe Auguste et son temps, in Lavisse E., Histoire de France des origines à la révolution. (III. kötet) Paris, 1902. rééd. Paris, Tallandier, 1980.
- Beaune, C.: Naissance de la nation France. Paris, Gallimard, 1985, rééd. Folio histoire.
- Lewis, Andrew W.: Le sang royal : la famille capétienne et l’État, France Xe-XIVe siècles. Gallimard/Bibliothèque des histoires, 1986.
- Baldwin, John: Paris, 1200. Aubier, Collection historique, 2006.
- Flori, Jean: Philippe Auguste. Editions Taillandier/Historia. ISBN 2-235-02318-5
- Molnár Péter: „Államépítés” Angliában és Franciaországban: események és intézmények. In: Európa ezer éve: A középkor. (II. kötet) Szerk.: Klaniczay Gábor. Budapest, Osiris, 2005. ISBN 963-389-821-8. pp. 36–61
- Runciman, Steven: A keresztes hadjáratok története. Budapest, Osiris, 2002. ISBN 963-389-347-X
- Roussiaud, Jacques: A Capeting-szintézis. In: Franciaország története. (I. kötet) Szerk.: Georges Duby. Budapest, Osiris, 2005.

### Korabeli források
- Œuvres de Rigord et de Guillaume le Breton, éd. H.-F. Delaborde, 2 t., Paris, 1882-1885
- Traduction des chroniques de Rigord et Guillaume le Breton : François Guizot, Collection de mémoires relatifs à l'histoire de France, vol.11, J.-L.-J. Brière, 1825 (Elérhető a Gallicán)
- Les Grandes Chroniques de France, éd. J. Viard, t.VI, Paris, 1930
- Philippe Mouskes, Chronique rimée, éd. F. de Reiffenberg, Bruxelles, 1836-1838
- Gilles de Paris, Karolinus, BnF man. Lat. 6191

## Külső hivatkozások
- (angolul) Foundation for Medieval Genealogy
- (angolul) A Katolikus Enciklopédia életrajza
- (franciául) Párizs Fülöp Ágost korában
- (franciául) A bouvines-i templom és rózsaablakai Archiválva 2010. november 28-i dátummal a Wayback Machine-ben

| Előző uralkodó: VII. (Ifjú) Lajos | Franciaország királya 1180 – 1223 | Következő uralkodó: VIII. (Oroszlán) Lajos |